# Őrtilos
Őrtilos is een plaats (község) en gemeente in het Hongaarse comitaat Somogy. Őrtilos telt 673 inwoners (2001).